# Miguel Martinez
Miguel Martinez (Fourchambault, 17 januari 1976) is een Franse mountainbiker, veldrijder en wielrenner.

## Loopbaan
Zijn grootste succes kende Martinez als mountainbiker toen hij in 2000 wereldkampioen werd in Spanje en datzelfde jaar olympisch kampioen mountainbike op de Olympische Zomerspelen van Sydney. Vier jaar eerder had hij al de bronzen medaille gewonnen in Atlanta. Als veldrijder werd hij wereldkampioen bij de beloften in 1996.
In 2006 besloot Martinez definitief afscheid te nemen van het professionele wielrennen. Dit afscheid was echter van korte duur, omdat hij in 2008 zijn terugkeer maakte in het peloton bij de ploeg 'Amore e Vita'. Hij blijft echter één seizoen actief op de weg om zich terug toe te leggen op de discipline waar het allemaal mee begon: mountainbike.
Martinez kwam vanaf 2009 uit voor het in dat jaar opgerichte Felt International Team, waarmee hij in 2012 hoopte deel te kunnen nemen aan de Olympische Spelen in Londen.
Miguel Martinez is een zoon van voormalig wielrenner Mariano Martínez, winnaar van twee etappes in de Ronde van Frankrijk (1978 en 1980), en in 1978 winnaar van de bolletjestrui. Zijn broer Yannick is eveneens wielrenner, evenals zijn zoon Lenny.

## Palmares

### Veldrijden
1996
- Carnetin
- Dijon

1997
- Châteaubernard

1998
- Châteaubernard
- Val Joly
- St.Herbain

2005
- ontvaltin

### MTB
| Seizoen | Wereldbeker                                              | Kampioenschappen | Overige                              | Totaal aantal zeges |
| ------- | -------------------------------------------------------- | ---------------- | ------------------------------------ | ------------------- |
| 1995    |                                                          |                  |                                      | 0                   |
| 1996    | Helen, Bromont, Kristianstad                             | FK               |                                      | 4                   |
| 1997    | Spindleruv, Monte-Saint-Anne, Houffalize, Eindklassement |                  | Roc d'Azur                           | 5                   |
| 1998    |                                                          |                  |                                      | 0                   |
| 1999    | Napa Valley                                              | EK               |                                      | 2                   |
| 2000    | Sarntal-Salertino, Eindklassement                        | WK, OS           |                                      | 4                   |
| 2001    | Sarntal-Salertino, Leysin                                |                  |                                      | 2                   |
| 2002    |                                                          |                  |                                      | 0                   |
| 2003    |                                                          |                  |                                      | 0                   |
| 2004    |                                                          |                  | Roc d'Azur                           | 1                   |
| 2005    |                                                          |                  |                                      | 0                   |
| 2006    |                                                          |                  |                                      | 0                   |
| 2007    |                                                          |                  |                                      | 0                   |
| 2008    |                                                          |                  | Sea Otter                            | 1                   |
| 2009    |                                                          |                  |                                      | 0                   |
| 2010    |                                                          |                  |                                      | 0                   |
| 2011    |                                                          |                  |                                      | 0                   |
| 2012    |                                                          |                  |                                      | 0                   |
| 2013    |                                                          |                  | Sea Otter, Alpago Trophy, Roc d'Azur | 2                   |

### Wegwielrennen
1993
- Fourchambault

1998
- Ruban Nivernais Morvan

2002
- 3e etappe Ronde van Navarra

2007
- Villaporçon

2008
- 3e etappe Tour de Beauce

### Resultaten in voornaamste wedstrijden op de weg
| Jaar | Ronde van Italië | Ronde van Frankrijk | Ronde van Spanje |
| ---- | ---------------- | ------------------- | ---------------- |
| 2002 |                  | 44e                 |                  |
| 2003 |                  |                     |                  |

| Jaar | Luik-Bast.‑Luik |
| ---- | --------------- |
| 2002 |                 |
| 2003 | 84e             |

1996: Bart Brentjens ·
2000: Miguel Martinez ·
2004: Julien Absalon ·
2008: Julien Absalon ·
2012: Jaroslav Kulhavý ·
2016: Nino Schurter ·
2020: Tom Pidcock ·
2024: Tom Pidcock
Aggiano · Baffi · Bettini · Bodrogi · Bramati · Cañada · Cancellara · Cheula · Cioni · Clerc · De Waele · Eisel · Evans · Fornaciari · Freire  · Garzelli · Gilmore · Horrillo · Hulsmans · Hunter · Martinez · McGrory · Nardello · Noè · Paolini · Petrov · Pozzato · Ratti · Rogers · Scinto · Steels · Tafi · Trampusch · Wegelius · Willems · Zanini · Davis (stagiair) · Moeravjov (stagiair)
Aebersold · 
Albasini · 
Bayarri · 
Bergmann (tot 31/01) · 
Bertolini ·
Beuchat · 
Camaño · 
Camenzind · 
Dessel · 
Domínguez ·
Elmiger · 
Fertonani ·   
Gougot · 
Grabsch · 
Kupfernagel ·
Martinez · 
Moos · 
Oesaw · 
Pereiro · 
Pérez ·
Rast ·
Salmon · 
Schnider · 
Strazzer · 
Zülle · 
Tschopp (stagiair) · 
Urweider (stagiair) 
- Bibliothèque nationale de France: cb15598984v (data)
- International Standard Name Identifier: 0000 0000 0450 3642
- Virtual International Authority File: 7708131